# Filterprototype
Filterprototypes zijn gestandaardiseerde systeemfuncties van laagdoorlaatfilters, met afbreekfrequentie 1 rad/sec. Op deze standaardsysteemfuncties worden transformaties toegepast die de systeemfuncties omzetten in het gewenste type (laagdoorlaat-, hoogdoorlaat-, banddoorlaat- of bandstopfilter) met de gewenste afbreekfrequentie(s). Deze geschaalde systeemfuncties worden dan vergeleken met de reële systeemfunctie van een analoog filter. Uit de confrontatie van de twee systeemfuncties kunnen dan voorwaarden op de componenten (weerstanden, condensatoren en eventueel spoelen) van de reële schakeling gevonden worden. Voorbeelden van prototypes zijn de Butterworth, Bessel-, Elliptische, Tsjebysjev- en Inverse Tjebysjevfamilies.

## Concreet gebruik
Een prototype kan worden omgezet in het gewenste doorlaattype met de gewenste afbreekfrequentie(s). Een afbreekfrequentie is de grens tussen een doorlaatband en een stopband. Laagdoorlaat- en hoogdoorlaatfilters hebben één afbreekfrequentie, banddoorlaat- en bandstopfilters hebben twee afbreekfrequenties. Zo ligt bij een banddoorlaatfilter de doorlaatband tussen de twee afbreekfrequenties en de twee stopbanden erbuiten. Bij een bandstopfilter is dat omgekeerd.

### Schaling naar laagdoorlaatfilter
Een prototype omvormen naar een laagdoorlaatfilter met afbreekfrequentie {\displaystyle \omega _{c}} gebeurt door de variabele {\displaystyle s} in de systeemfunctie van het prototype te vervangen door {\displaystyle s/\omega _{o}}:
{\displaystyle s\,\rightarrow \,{\frac {s}{\omega _{o}}}}
Het laagdoorlaatkarakter blijft daardoor behouden, maar de afbreekfrequentie wordt aangepast tot {\displaystyle \omega _{c}}.

### Schaling naar hoogdoorlaatfilter
Een prototype omvormen naar een hoogdoorlaatfilter met afbreekfrequentie {\displaystyle \omega _{c}} gebeurt door de variabele {\displaystyle s} in de systeemfunctie van het prototype te vervangen door {\displaystyle \omega _{o}/s}:
{\displaystyle s\,\rightarrow \,{\frac {\omega _{o}}{s}}}
Het laagdoorlaatkarakter omgezet in hoogdoorlaat, waarbij de afbreekfrequentie wordt aangepast tot {\displaystyle \omega _{c}}.

### Schaling naar banddoorlaatfilter
Een banddoorlaatfilter wordt gekenmerkt door twee afbreekfrequenties {\displaystyle \omega _{c1}} en {\displaystyle \omega _{c2}}. Men definieert de centrale doorlaatfrequentie {\displaystyle \omega _{0}} als het logaritmisch gemiddelde van de twee afbreekfrequenties, en de bandbreedte {\displaystyle W} als hun verschil:
{\displaystyle \omega _{0}={\sqrt {\omega _{c1}\cdot \omega _{c2}}}}
{\displaystyle W=\omega _{c2}-\omega _{c1}}
Vervolgens wordt in de systeemfunctie van het prototype de variabele {\displaystyle s} als volgt vervangen:
{\displaystyle s\rightarrow {\frac {s^{2}+\omega _{o}^{2}}{Ws}}}
Hierbij zal de orde van het systeem verdubbelen.

### Schaling naar bandstopfilter
Een bandstopfilter wordt gekenmerkt door twee afbreekfrequenties {\displaystyle \omega _{c1}} en {\displaystyle \omega _{c2}}. Men definieert de centrale doorlaatfrequentie {\displaystyle \omega _{o}} als het logaritmisch gemiddelde van de twee afbreekfrequenties, en de bandbreedte W als hun verschil:
{\displaystyle \omega _{o}\,=\,{\sqrt {\omega _{c1}.\omega _{c2}}}}
{\displaystyle W\,=\,\omega _{c2}-\omega _{c1}}
Vervolgens wordt in de systeemfunctie van het prototype de variabele s als volgt vervangen:
{\displaystyle s\,\rightarrow \,{\frac {Ws}{s^{2}+\omega _{o}^{2}}}}
Hierbij zal de orde van het systeem verdubbelen.

## Voorbeeld
Bepaal de systeemfunctie van een tweede-ordebanddoorlaat filter met afbreekfrequenties 5 kHz en 12 kHz, gebaseerd op een Butterworthprototype. Omdat de orde van het systeem zal verdubbelen tijdens de schaaltransformatie moet men vertrekken van een prototype van orde 1. Het Butterworthprototype van orde 1 heeft systeemfunctie:
{\displaystyle B_{1}(s)\,=\,{\frac {1}{s+1}}}
De afbreekfrequenties in rad/s zijn respectievelijk:
{\displaystyle \omega _{c1}\,=\,31416\,rad/s\,;\,\omega _{c2}\,=\,75398\,rad/s}
zodat:
{\displaystyle \omega _{o}\,=\,48669\,rad/s\,;\,W\,=\,43982\,rad/s}
Door de bovenvermelde schaling voor een banddoorlaatfilter op het Butterworthprototype toe te passen vindt men de geschaalde systeemfunctie:
{\displaystyle H_{sch}(s)\,=\,{\frac {1.856807669\,10^{-5}\,s}{4.221715983\,10^{-10}\,s^{2}\,+\,1.856807669\,10^{-5}\,s\,+\,1}}}
Deze systeemfunctie beschrijft duidelijk een banddoorlaatfilter, want ze heeft een nul in s = 0 en een nul op oneindig. Ze heeft tevens de gewenste afbreekfrequenties.
De systeemfunctie van een 2de orde passief LRC-doorlaatfilter is:
{\displaystyle H_{real}(s)\,=\,{\frac {RCs}{LCs^{2}\,+\,RCs\,+\,1}}}
Hierbij worden teller en noemer door een gelijke factor gedeeld, opdat de constante term van de noemer 1 wordt. Daardoor is identificatie van de twee systeemfuncties direct mogelijk omdat de constante termen in beide noemers gelijk zijn. De weerstand, condensator en spoel moeten dus voldoen aan de eisen:
{\displaystyle LC\,=\,4.221715983\,10^{-10}}
{\displaystyle RC\,=\,1.856807669\,10^{-5}}